# Sipos Béla (tanár)
Sipos Béla (Iske, 1936. március 9. –) tanár. Munkásságával jelentős mértékben hozzájárul a felvidéki magyarság kulturális értékeit ápoló Csemadok országos szervezetének tevékenységéhez.

## Pályafutása
Iskoláit szülőfalujában kezdte, majd Vajánban folytatta. A rozsnyói Pedagógia Középiskolán tanítói oklevelet szerzett, majd tanulmányait a pozsonyi Comenius Egyetem bölcsészkara magyar-történelem szakának elvégzésével fejezte be. 1959-től a nagyfödémesi általános iskola tanítója volt, emellett tevékenyen részt vett a Csemadok munkájában, így a hagyományt teremtő Kodály Napok létrehozásában is. 1964 és 1991 között a galántai Kodály Zoltán Általános Iskola igazgatói tisztét töltötte be. 1968 és 2002 között a Csemadok Galántai Járási Bizottsága illetve a Csemadok Galántai Területi Választmányának elnöke. Pedagógiai és kulturális szervező tevékenységét számos elismeréssel tisztelték meg.

## Elismerései
- 2011-ben Csemadok Életmű-díjjal tisztelték meg.[2]